# Aiwo
Aiwo és un districte de Nauru (república insular d'Oceania situada a la part meridional de l'oceà Pacífic).
Està ubicat a l'oest de l'illa, amb una superfície d'1,1 km² i una població de 1300 habitants.